# (21361) Carsonmark
(21361) Carsonmark es un asteroide perteneciente al cinturón de asteroides, región del sistema solar que se encuentra entre las órbitas de Marte y Júpiter.
Fue descubierto el 28 de abril de 1997 por el equipo del proyecto Spacewatch desde el observatorio Nacional de Kitt Peak.

## Designación y nombre
Designado provisionalmente como 1997 HQ, fue nombrado en honor de Jordan Carson Mark (1913-1997) quien trabajó como físico y administrador en el Laboratorio Nacional de Los Álamos y como asesor sobre la seguridad de los reactores nucleares.

## Características orbitales
(21361) Carsonmark está situado a una distancia media del Sol de 2,464 ua, pudiendo alejarse hasta 2,692 ua y acercarse hasta 2,237 ua. Su excentricidad es 0,092 y la inclinación orbital 5,954 grados. Emplea 1412,99 días en completar una órbita alrededor del Sol.

## Características físicas
La magnitud absoluta de (21361) Carsonmark es 14,14. 